# Municipio de Taylor Creek
El municipio de Taylor Creek (en inglés: Taylor Creek Township) es un municipio ubicado en el condado de Hardin en el estado estadounidense de Ohio. En el año 2010 tenía una población de 521 habitantes y una densidad poblacional de 7,22 personas por km².

## Geografía
El municipio de Taylor Creek se encuentra ubicado en las coordenadas 40°32′59″N 83°40′21″O / 40.54972, -83.67250. Según la Oficina del Censo de los Estados Unidos, el municipio tiene una superficie total de 72.19 km², de la cual 72,17 km² corresponden a tierra firme y (0,03 %) 0,02 km² es agua.

## Demografía
Según el censo de 2010, había 521 personas residiendo en el municipio de Taylor Creek. La densidad de población era de 7,22 hab./km². De los 521 habitantes, el municipio de Taylor Creek estaba compuesto por el 97,12 % blancos, el 0,96 % eran amerindios, el 0,38 % eran asiáticos y el 1,54 % eran de una mezcla de razas. Del total de la población el 0,58 % eran hispanos o latinos de cualquier raza.